# پارم
پارِم، روستایی است از توابع بخش یانه‌سر شهرستان بهشهر در استان مازندران ایران.

## جمعیت
این روستا در دهستان عشرستاق قرار دارد و براساس سرشماری مرکز آمار ایران در سال ۱۳۸۵، جمعیت آن ۳۶۹ نفر (۷۸خانوار) بوده‌است. مردم پارم از قومیت طبری هستند. مردم پارم به زبان طبری (مازندرانی) سخن می‌گویند.